# Jiří Lanský
Jiří Lanský   (Praga, 17 de setembre de 1933 - Lázně Toušeň, 14 de febrer de 2017) va ser un atleta txec, especialista en el salt d'alçada, que va competir sota bandera txecoslovaca durant les dècades de 1950 i 1960. Fou el primer atleta txecoslovac en superar els dos metres i els dos metres i deu centímetres.
El 1960 va prendre part en els Jocs Olímpics d'Estiu de Roma, on fou setè de la prova del salt d'alçada del programa d'atletisme.
En el seu palmarès destaquen dues medalles de plata en la prova del salt d'alçada del Campionat d'Europa d'atletisme, el 1954, rere Bengt Nilsson, i el 1958, rere Rickard Dahl, i dues medalles, una d'or i una de plata, al Festival Mundial de la Joventut i els Estudiants. També guanyà sis campionats nacionals, 1954, 1958 a 1960, 1963 i 1964; i va millorar en set ocasions el rècord nacional del salt d'alçada, passant dels 2,01 metres als 2,10 metres entre 1953 i 1958.

## Millors marques
- Salt d'alçada. 2,10 metres (1954)[3][8]